# Premio TV - Premio regia televisiva 1996
La trentaseiesima edizione del Premio Regia Televisiva, condotta da Daniele Piombi e Paolo Bonolis, si svolse al teatro Ariston di Sanremo il 25 aprile 1996 e trasmessa in diretta su Rai Uno.  

## Premi

### Premi della critica
- Informazione: Il Fatto (Rai Uno)
- TV dei ragazzi: Solletico (Rai Uno) e Go-Cart (Rai Due)
- Cultura: Superquark (Rai Uno)
- Eventi TV: Pavarotti & Friends (Rai Uno)
- Sport: Quelli che il calcio (Rai Tre)
- Fiction: Il maresciallo Rocca (Rai Due)
- Intrattenimento: Il laureato bis (Rai Tre)
- Varietà: Striscia la notizia (Canale 5)
- Costume: Target (Canale 5)
- Programma innovativo: Producer - Il grande gioco del cinema (Rai Tre)
- Grandi ascolti: Il maresciallo Rocca (Rai Due), Striscia la notizia (Canale 5) e Il Fatto (Rai Uno)

### Premi del pubblico
- Informazione: Mixer (Rai Due)
- TV dei ragazzi: Zecchino d'Oro (Rai Uno)
- Cultura: Superquark (Rai Uno)
- Eventi TV: Festival di Sanremo 1996 (Rai Uno)
- Sport: Mai dire gol (Italia 1)
- Fiction: Il maresciallo Rocca (Rai Due)
- Intrattenimento: Maurizio Costanzo Show (Canale 5)
- Varietà: Scherzi a parte (Canale 5)
- Costume: Target (Canale 5)
- Programma innovativo: Il maresciallo Rocca (Rai Due)
- Grandi ascolti: Il maresciallo Rocca (Rai Due), Scommettiamo che...? (Rai Uno) e Festival di Sanremo 1996 (Rai Uno)

### Miglior personaggio femminile
- Mara Venier

### Miglior personaggio maschile
- Gigi Proietti